# たけびし
株式会社たけびしは、京都府京都市右京区西京極に本社を置く三菱電機系列の電気機器を取り扱う商社である。

## 沿革
- 1926年 大阪市北区に九笹商業株式会社を設立。
- 1930年 株式会社竹菱電機商会に商号変更。
- 1943年 株式会社竹菱電機に商号変更。
- 1963年 現在地付近の西院溝崎町2番地[2]に本社を新築移転。
- 1991年 現在地の西京極豆田町に本社を移転。
- 1996年 大阪証券取引所第二部および京都証券取引所（現在は廃止）に上場。
- 2006年 現社名に変更。
- 2013年 大阪証券取引所と東京証券取引所の現物株市場統合に伴い、東京証券取引所第二部に上場。
- 2014年 東京証券取引所第一部に指定替え。
- 2019年 京都市西京極総合運動公園陸上競技場兼球技場の命名権を取得（当該項目参照）。